# GeminiJets
GeminiJets Incorporated è una casa costruttrice di aeromodelli statici in metallo con sede in Paradise, Nevada, Stati Uniti, che è stata fondata nel 1998.
Anche se il nome del prodotto è GeminiJets, ADI (Airliners Distributing Inc.) attualmente progetta, produce e commercializza tutte le riproduzioni in diverse scale di velivoli commerciali e militari.
GeminiJets, per riprodurre modelli di aerei particolarmente accurati, utilizza schemi e grafici a colori pantone delle principali case costruttrici di aeromobili, inoltre tutti i modelli sono prodotti ad edizione limitata e una volta esauriti non sono più replicati.
GeminiJets costruisce anche riproduzioni in scala di aeroporti.

## Prodotti
GeminiJets ha diverse linee di prodotto:
- GeminiJets 1:400 - Edizione limitata di aeroplani commerciali
- GeminiMACS 1:400 - Edizione limitata di aeroplani militari
- Gemini Select 1:400 - Edizione limitata a soli 500 pezzi per ogni tipo di aeroplano
- Gemini 250 - Edizione limitata di aeroplani commerciali in scala 1:250
- Gemini 200 - Edizione limitata a soli 750 pezzi di aeroplani commerciali in scala 1:200 in alluminio
- GeminiACES 1:72 - Edizione limitata di warbird della Seconda Guerra Mondiale e jet militari più recenti

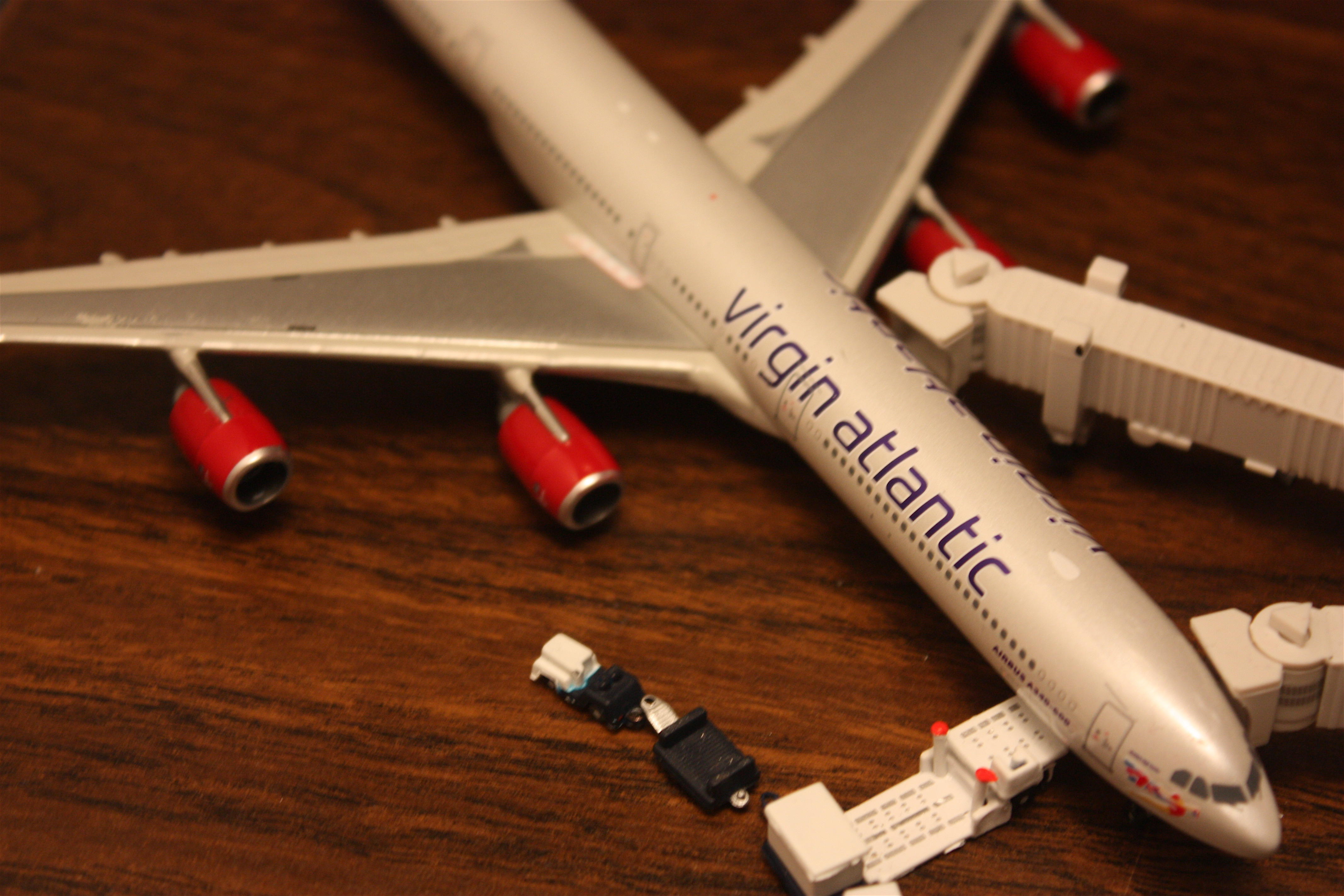
Un aeromodello Gemini Jets in scala 1:400 Virgin Atlantic Airways Airbus A340-600

- GeminiRC - Modelli radiocomandati